# آرنولد کارپلاس
آرنولد کارپلاس (انگلیسی: Arnold Karplus; ۲۴ ژوئن ۱۸۷۷ – ۱۷ اکتبر ۱۹۴۳) معمار اهل اتریش بود.